# البرلمان الليتواني
البرلمان الليتواني (بالليتوانية: Lietuvos Respublikos Seimas )‏ هو الهيئة التشريعية في ليتوانيا، ويتكون من 141 مقعداً، يقع المقر الرئيسي له في قصر سيماس ‏. يختصر Seimas سيماس